# بيغ سور
بيغ سور (بالإنجليزية: Big Sur)‏ هي منطقة جبلية وعرة غير كثيفة بالسكان، تقع في الساحل الأوسط لولاية كاليفورنيا، حيث تقع هنالك جبال سانتا لوسيا المرتفعة من المحيط الهادئ. على الرغم من أن بيغ سور ليس لها حدود محددة، فالطرف الشمالي من بيغ سور يمتد حوالي 120 ميل (190 كم) إلى الجنوب من سان فرانسيسكو، والطرف الجنوبي ما يقرب من 245 ميل (394 كم)إلى شمال غرب لوس أنجلوس.

## المناخ
يظهر الجدول التالي التغييرات المناخية على مدار السنة لبيغ سور:
| البيانات المناخية لـبيغ سور         | البيانات المناخية لـبيغ سور | البيانات المناخية لـبيغ سور | البيانات المناخية لـبيغ سور | البيانات المناخية لـبيغ سور | البيانات المناخية لـبيغ سور | البيانات المناخية لـبيغ سور | البيانات المناخية لـبيغ سور | البيانات المناخية لـبيغ سور | البيانات المناخية لـبيغ سور | البيانات المناخية لـبيغ سور | البيانات المناخية لـبيغ سور | البيانات المناخية لـبيغ سور | البيانات المناخية لـبيغ سور |
| الشهر                               | يناير                       | فبراير                      | مارس                        | أبريل                       | مايو                        | يونيو                       | يوليو                       | أغسطس                       | سبتمبر                      | أكتوبر                      | نوفمبر                      | ديسمبر                      | المعدل السنوي               |
| ----------------------------------- | --------------------------- | --------------------------- | --------------------------- | --------------------------- | --------------------------- | --------------------------- | --------------------------- | --------------------------- | --------------------------- | --------------------------- | --------------------------- | --------------------------- | --------------------------- |
| الدرجة القصوى °ف (°م)               | 81 (27)                     | 85 (29)                     | 87 (31)                     | 98 (37)                     | 96 (36)                     | 102 (39)                    | 99 (37)                     | 101 (38)                    | 100 (38)                    | 100 (38)                    | 90 (32)                     | 75 (24)                     | 102 (39)                    |
| متوسط درجة الحرارة الكبرى °ف (°م)   | 59.7 (15.4)                 | 61.5 (16.4)                 | 63.4 (17.4)                 | 68.3 (20.2)                 | 72.6 (22.6)                 | 75.9 (24.4)                 | 75.6 (24.2)                 | 77.3 (25.2)                 | 77.1 (25.1)                 | 73.2 (22.9)                 | 64.5 (18.1)                 | 59.9 (15.5)                 | 69.1 (20.6)                 |
| متوسط درجة الحرارة الصغرى °ف (°م)   | 42.9 (6.1)                  | 43.1 (6.2)                  | 43.4 (6.3)                  | 43.5 (6.4)                  | 45.8 (7.7)                  | 48.3 (9.1)                  | 50.4 (10.2)                 | 50.0 (10.0)                 | 50.3 (10.2)                 | 47.9 (8.8)                  | 44.9 (7.2)                  | 41.9 (5.5)                  | 46.0 (7.8)                  |
| أدنى درجة حرارة °ف (°م)             | 27 (−3)                     | 29 (−2)                     | 27 (−3)                     | 30 (−1)                     | 35 (2)                      | 37 (3)                      | 41 (5)                      | 40 (4)                      | 39 (4)                      | 36 (2)                      | 28 (−2)                     | 27 (−3)                     | 27 (−3)                     |
| الهطول إنش (مم)                     | 9.10 (231)                  | 8.65 (220)                  | 6.49 (165)                  | 3.11 (79)                   | 1.09 (28)                   | 0.24 (6.1)                  | 0.03 (0.76)                 | 0.05 (1.3)                  | 0.42 (11)                   | 2.03 (52)                   | 4.85 (123)                  | 7.62 (194)                  | 43.70 (1٬110)               |
| متوسط أيام هطول الأمطار (≥ 0.01 in) | 10.3                        | 11.2                        | 10.3                        | 6.5                         | 3.7                         | 1.1                         | 0.3                         | 0.4                         | 1.3                         | 3.5                         | 7.5                         | 10.3                        | 66.4                        |
| المصدر: NOAA                        |                             |                             |                             |                             |                             |                             |                             |                             |                             |                             |                             |                             |                             |